# Loddon Valley Highway
Der Loddon Valley Highway ist eine Fernstraße im Nordwesten des australischen Bundesstaates Victoria. Er verbindet den Murray Valley Highway in Kerang mit dem Calder Highway in Bendigo.

## Verlauf
Der Highway zweigt im Süden von Kerang vom Murray Valley Highway (B400) nach Süden ab und folgt dem Loddon River am Ostufer flussaufwärts. Südlich von Serpentine biegt er nach Südosten ab und zieht durch das Hügelland nach Eaglehawk und Bendigo.
Im Stadtteil Ironbank trifft er auf den Calder Highway (A79) und dann auf den Midland Highway (A300) und endet.

## Bedeutung
Der Loddon Valley Highway ist Teil der direkten Route von Melbourne zu den beliebten Feriengebieten am Murray River um Swan Hill.

## Wichtige Kreuzungen und Anschlüsse
| Loddon Valley Highway                                                               |                             |                                |                                                                                           |
| Anschlüsse Richtung Norden                                                          | Entfernung nach Kerang (km) | Entfernung nach Melbourne (km) | Anschlüsse Richtung Süden                                                                 |
| Ende Loddon Valley Highway weiter als Murray Valley Highway nach Kerang / Swan Hill | 3                           | 275                            | Beginn Loddon Valley Highway vom Murray Valley Highway                                    |
| Cohuna, Echuca Murray Valley Highway                                                | 3                           | 275                            | Beginn Loddon Valley Highway vom Murray Valley Highway                                    |
| continues as                                                                        | 44                          | 234                            | Pyramid Hill, Cohuna Boort-Pyramid Road                                                   |
| Pyramid Hill, Cohuna Boort-Pyramid Road                                             | 44                          | 234                            | zusammen mit                                                                              |
| zusammen mit                                                                        | 46                          | 232                            | Boort, Wycheproof Boort-Pyramid Road                                                      |
| Boort, Wycheproof Boort-Pyramid Road                                                | 46                          | 232                            | weiter als                                                                                |
| Mitiamo, Echuca Boort-Mitiamo Road                                                  | 56                          | 222                            | Mitiamo, Echuca Boort-Mitiamo Road                                                        |
| Serpentine                                                                          | 79                          | 199                            | Serpentine                                                                                |
| Bridgewater on Loddon, Dunolly Bridgewater-Serpentine Road                          | 79                          | 199                            | Bridgewater on Loddon, Dunolly Bridgewater-Serpentine Road                                |
| EISENBAHNLINIE NACH SWAN HILL                                                       | 119                         | 159                            | EISENBAHNLINIE NACH SWAN HILL                                                             |
| Pyramid Hill Bendigo-Pyramid Road                                                   | 122.5                       | 155,5                          | Eaglehawk                                                                                 |
| Eaglehawk                                                                           | 122.5                       | 155,5                          | Pyramid Hill Bendigo-Pyramid Road                                                         |
| EISENBAHNLINIE NACH SWAN HILL                                                       | 123,4                       | 154,6                          | EISENBAHNLINIE NACH SWAN HILL                                                             |
| Heathcote Sandhurst Road                                                            | 123,5                       | 154,5                          | Heathcote, Kilmore Sandhurst Road                                                         |
| White Hills, Echuca Holdsworth Road                                                 | 125,2                       | 152,8                          | White Hills Holdsworth Road                                                               |
| Golden Square Golden Square-Long Gully Road                                         | 126                         | 152                            | Golden Square, Marong Golden Square-Long Gully Road                                       |
| Beginn Loddon Valley Highway vom Calder Highway                                     | 127                         | 151                            | Marong, Mildura Calder Highway                                                            |
| Beginn Loddon Valley Highway vom Calder Highway                                     | 127                         | 151                            | Ende Loddon Valley Highway weiter als Calder Highway zum Stadtzentrum Bendigo / Melbourne |